# Адріан Чайковський
Адріан Чайковський (нар. 1972) — британський автор фентезі та наукової фантастики. Найбільш відома його серія книжок «Діти часу», що отримала премію Г'юго у 2023 році.
Роман «Діти часу» було нагороджено 30-ю премією Артура Кларка у 2016 році.

## Біографія
Адріан Чайковський народився в Лінкольнширі в червні 1972 року. Має польське коріння. Вивчав зоологію та психологію в Редінгському університеті. Потім отримав кваліфікацію судового виконавця, і працював на відповідній посаді до того, як наприкінці 2018 року почав заробляти на життя письменницькою працею на повну ставку.
Живе в Лідсі з дружиною та сином.